# Colon
El colon es la última porción del aparato digestivo en la mayoría de los vertebrados; extrae agua y sales de residuos sólidos antes de que sean eliminados del cuerpo.
En los mamíferos, el colon consta de cuatro secciones: el colon ascendente, el colon transverso, el colon descendente, y el colon sigmoideo. El colon, el ciego y el recto componen el intestino grueso. La patología del colon es característica, con diagnósticos como: divertículos, megacolon y tumores benignos y malignos. 

## Anatomía
En el humano, el intestino grueso comienza en la fosa ilíaca derecha, por debajo de la cintura, en el ciego donde desemboca el extremo del intestino delgado, a través de la válvula ileocecal. Luego continúa como el colon ascendente. A lo ancho de la cavidad abdominal como el colon transverso, y luego colon descendente, y en la fosa iliaca izquierda el sigmoideo hasta el recto y su punto final en el canal anal. En los humanos, el intestino grueso tiene una longitud promedio de 1,5 metros (m), que representa una quinta parte de la longitud total del tracto gastrointestinal humano.
El colon se curva dos veces en su longitud, en el lado derecho debajo del hígado formando el ángulo o curva (flexure en inglés) cólica derecha (o curva hepática) y en el lado izquierdo por debajo del bazo, formando el ángulo o curva cólica izquierda o curva esplénica. 
El colon mide en promedio unos 1,5-1,8 m de longitud y 6,5 centímetros (cm) de diámetro. En diámetro, el ciego es el más ancho, con un promedio de poco menos de 9 cm en individuos sanos, el colon transverso tiene un promedio de menos de 6 cm de diámetro. El colon descendente y el colon sigmoide son ligeramente más pequeños; el colon sigmoide tiene un promedio de 4-5 cm de diámetro. Los diámetros mayores para cada sección del colon pueden ser diagnósticos de megacolon.
Anatómicamente posee las siguientes porciones: ciego, colon, recto y conducto anal. Este órgano, que cumple funciones vitales, tiene una pared más gruesa que la del intestino delgado, y está irrigado por ramas de las arterias mesentérica inferior y superior. Está compuesto por tres tenias y haustras, que, al llegar al colon sigmoideo, empiezan a desaparecer.
La comunicación del íleon con el intestino grueso está dada por el esfínter ileocecal.

### Colon ascendente
Se ubica del lado derecho y se extiende desde el esfínter ileocecal hasta el colon transverso. Mide unos 25 cm (centímetros) de largo. Es la parte del colon que va del ciego a la flexura hepática (la curvatura del colon junto al hígado). Es retroperitoneal en la mayoría de humanos. En los animales rumiantes que pastan, el ciego se vacía en el colon espiral. Anteriormente, está relacionado con los arrollamientos del intestino delgado, el borde derecho del epiplón mayor y la pared abdominal anterior. Posteriormente, está relacionado con el músculo ilíaco, el ligamento iliolumbar, el músculo cuadrado lumbar, el músculo transverso del abdomen y el diafragma en el extremo de la última costilla; los nervios laterales: cutáneo, ilioinguinal y iliohipogástrico; las ramas ilíacas de los vasos iliolumbares, la cuarta arteria lumbar y el riñón derecho.
El colon ascendente está inervado por fibras parasimpáticas del  nervio vago (CN X).
El suministro arterial del colon proviene de la arteria ileocólica y la arteria cólica derecha, ambas ramas de la AMS. Mientras que la arteria ileocólica casi siempre está presente, la cólica derecha puede estar ausente en un 5-15 % de los individuos.

### Colon transverso
Es la segunda sección y se extiende a través del abdomen del lado derecho hacia el lado izquierdo. 

Sus dos extremos forman dos flexuras que se llaman:
- Flexura cólica derecha, siendo la unión del colon ascendente con el colon transverso.
- Flexura cólica izquierda, siendo la unión del colon transverso con el colon descendente.
- Flexura cólica superior.

La flexura cólica derecha es también conocida como flexura hepática por su relación con el hígado. 
La flexura cólica izquierda es también conocida como flexura esplénica por su relación con el bazo. Se proyecta por delante de la 8.ª costilla que corresponde a las vértebras T 11 y 12.

### Colon descendente
El colon descendente es la parte del colon que va de la flexura esplénica hasta el principio del colon sigmoide. La función del colon descendente en el aparato digestivo es almacenar alimento que luego será vaciado en el recto. Es retroperitoneal en dos tercios de los humanos. En el otro tercio, tiene un mesenterio (habitualmente corto). El suministro arterial proviene de la arteria cólica izquierda.

### Colon sigmoides
El colon sigmoide es el cuarto segmento del intestino grueso y se denomina, «sigmoide», por la forma de letra sigma S que muestra. El colon sigmoide es el segmento que se encuentra después del colon descendente y antes del recto.
Las paredes del colon sigmoide poseen músculo liso, y se contraen para incrementar la presión en el interior del colon, haciendo que los excrementos se muevan hacia el recto.
El suministro de sangre del colon sigmoide viene de varias ramas (habitualmente entre dos y seis) de las arterias sigmoideas, ramas de la arteria mesentérica inferior (AMI). El AMI acaba como arteria rectal superior.
La sigmoidoscopia es una técnica de diagnóstico habitual que se utiliza para examinar el colon sigmoide.

### Colon redundante
Una variación de anatomía normal del colon se da cuando se forma un bucle adicional, resultando en un órgano más largo de lo normal. Esta condición, denominada «colon redundante», típicamente no tiene ninguna consecuencia directa importante sobre la salud, aunque raramente se puede producir un vólvulo, provocando una obstrucción y requiriendo atención médica inmediata. Una consecuencia indirecta importante sobre la salud es que el uso de un colonoscopio adulto estándar es difícil, y en algunos casos imposible, cuando hay un colon redundante, aunque variantes especializadas del instrumento (incluyendo la variedad pediátrica) resultan útiles para resolver este problema.

## Función

Irrigación arterial del colon 10 = ileo-cólica; 4 = cólica derecha; 6 = cólica media; 9 = marginal.

El colon está situado inmediatamente después del ciego y mide  1,5-1,8 metros (m). Sus funciones principales son las de extraer agua, mantener el equilibrio de hidratación, interactuar con la microbiota, absorber algunas vitaminas y en última instancia dar forma y almacenar los residuos de la digestión. 
Cuando el quimo alcanza este órgano casi todos los nutrientes y el 90 % del agua han sido absorbidos por el cuerpo; algunos electrolitos como el sodio, magnesio, y cloruros, así como carbohidratos no digeribles conocidos como fibra alimentaria. A medida que el quimo se mueve a lo largo del intestino se irá extrayendo la mayoría del agua de este, mientras que se va impregnando de mucus y bacterias de la microbiota, pasando a convertirse al final del proceso en materia fecal (heces). Las bacterias descompondrán algunas de las fibras para su propia alimentación y crearán acetatos, propionatos, butiratos, como productos de desecho, los cuales a su vez son utilizados por las células del colon como alimento. Esto es un ejemplo de simbiosis que proporciona al cuerpo un promedio de cien calorías al día. El pH del colon varía entre 4,5 y 7,5 en el cuerpo de un adulto (ligeramente ácido a neutro).
La microbiota intestinal es el ecosistema microbiano del intestino, el que incluye especies nativas que colonizan permanentemente el tracto gastrointestinal y otras que se encuentran transitoriamente en el tubo digestivo. La disbiosis es la alteración de la microbiota que puede conducir a la enfermedad. Los cambios en la microbiota intestinal influyen en el desarrollo de un estado inflamatorio crónico de bajo grado, que contribuye al desarrollo de la obesidad.

## Patologías
Los trastornos y enfermedades más comunes del colon son los siguientes: 
- Estreñimiento
- Angiodisplasia del colon
- Cáncer colorrectal
- Colitis seudomembranosa
- Colitis ulcerosa y megacolon tóxico
- Diverticulitis
- Enfermedad diverticular
- Síndrome del intestino irritable
- Íleo paralítico
- Enfermedad de Hirschsprung (aganglionosis)
- Pólipo colorrectal

En 2007 el cáncer colo-rectal (CCR) era el tercer cáncer más frecuente, y la cuarta causa de muerte por cáncer a nivel mundial. En 2017 se mantenían las mismas cifras, con una disminución en los países desarrollados, pero con aumento tanto de la incidencia como de la mortalidad en países con IDH medio.
La gran mayoría de los CCR (98%) son adenocarcinomas. Otros subtipos de cáncer menos frecuentes son: linfoma, carcinoide y leiomiosarcoma.
El cáncer de colon derecho (CCD), posee una serie de características moleculares, clínicas y patológicas que pueden influir en un diferente pronóstico con respecto al cáncer de colon izquierdo (CCI).

## Examen mediante colonoscopia

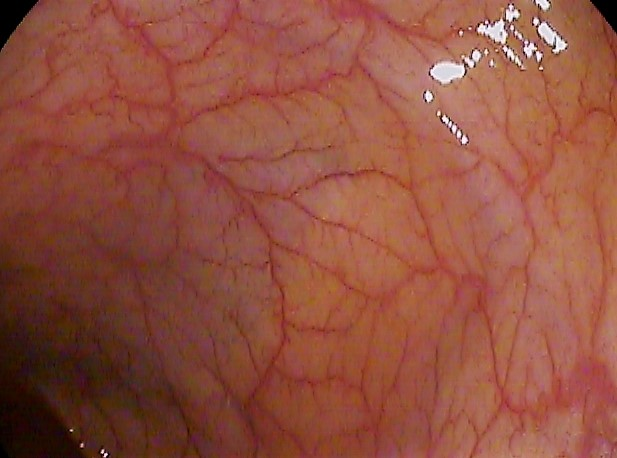
Imagen de colonoscopia, flexural esplénica, mucosa normal. El bazo se puede ver a través de ella.

La colonoscopia es el examen endoscópico del intestino grueso y la parte distal del intestino delgado con una Cámara CCD o una cámara de fibra óptica en un tubo flexible que se pasa a través del ano. Puede proporcionar un diagnóstico visual (por ejemplo, ulceración, pólipos colorrectales) y brinda la oportunidad de realizar una biopsia o extirpar lesiones sospechadas de cáncer colorrectal. La colonoscopia puede extirpar pólipos tan pequeños como un milímetro o menos. Una vez extirpados los pólipos, pueden estudiarse con ayuda de un microscopio para determinar si son precancerosos o no. Un pólipo tarda 15 años o menos en volverse canceroso.
La colonoscopia es similar a la sigmoidoscopia-la diferencia está relacionada con qué partes del colon puede examinar cada una. La colonoscopia permite examinar todo el colon (1200-1500 mm de longitud). La sigmoidoscopia permite examinar la parte distal (unos 600 mm) del colon, lo que puede ser suficiente porque los beneficios de la colonoscopia para la supervivencia del cáncer se han limitado a la detección de lesiones en la parte distal del colon. 

Una sigmoidoscopia se utiliza a menudo como procedimiento de cribado para una colonoscopia completa, a menudo se realiza junto con una prueba basada en heces, como una prueba de sangre oculta en heces (FOBT), prueba inmunoquímica fecal (FIT), o prueba de ADN fecal multiobjetivo (Cologuard) o prueba basada en sangre, prueba de metilación del ADN SEPT9 (Epi proColon).  Alrededor del 5% de estos pacientes cribados son remitidos a colonoscopia. 
La colonoscopia virtual, que utiliza imágenes en 2D y 3D reconstruidas a partir de tomografía computarizada (TC) o de resonancia magnética nuclear (RM), también es posible, como prueba médica totalmente no invasiva, aunque no es estándar y aún se está investigando en cuanto a sus capacidades diagnósticas. Además, la colonoscopia virtual no permite realizar maniobras terapéuticas como la extirpación o biopsia de pólipos/tumores ni la visualización de lesiones menores de 5 milímetros.  Si se detecta un crecimiento o pólipo mediante colonografía por TC, seguiría siendo necesario realizar una colonoscopia estándar.